# Sciapus subtilis
Sciapus subtilis är en tvåvingeart som beskrevs av Becker 1924. Sciapus subtilis ingår i släktet Sciapus och familjen styltflugor.
Artens utbredningsområde är Taiwan. Inga underarter finns listade i Catalogue of Life.